# Русское северо-западное пароходство
«Русское Северо-Западное Пароходство» было основано в 1908 году как Акционерное общество. Учредителями общества являлись братья Самуил и Борис Фрейдберги и Сергей Мясоедов. Общество владело пароходами и управляло линией Либава — Англия обеспечивая перевозку пассажиров, грузов и почты в сотрудничестве с компанией «Cunard Line»

## История

### Потоки эмиграции
На рубеже XX века поток эмигрантов из Российской империи в Европу и Новый свет имел внушительные масштабы. По официальным данным в 1881—1910 годах только в США эмигрировали 2 315 868 человек; выезжали они в основном через Восточную Пруссию, а через западные порты Российской Империи проходило только 20-25 % этого потока, что тем не менее составляло более 100 тыс. человек в некоторые годы. Перевозка эмигрантов морем и через океан осуществлялась пассажирскими и грузопассажирскими пароходами, совершавшими регулярные рейсы по определённому маршруту (линия). Крупнейшим таким маршрутом на западе Российской империи являлась «Русско-американская линия», которой с 1900 года управляло «Русскоe Восточно-Азиатское Пароходство», а в 1906—1908 годах на той же линии работали пароходы общества «Добровольный флот».

### Основание
На протяжении нескольких лет Борис Фрейдберг был агентом компании «Cunard Line» в Либаве, а в 1908 году он и брат, Самуил Фрейдберг, решили расширить свой бизнес, открыв собственную пароходную компанию для работы на линии по транспортировке пассажиров из Либавы в английский порт Гулл, откуда добравшись до Ливерпуля можно было отправляться через Атлантику на пароходах «Cunard Line».
В ноябре 1908 года от Совета министров было получено одобрение устава новой компании — Акционерное общество «Русское Северо-Западное Пароходство», тем самым компания была легализована и приступила к деятельности. Капитал компании составлял 600 тыс. рублей на 2400 акций, из которых 42 % принадлежала Самуилу Фрейдбергу, и 10 % Борису Фрейдбергу, что давало братьям контрольный пакет. Другими учредителями были: Сергей Мясоедов, его жена Клара, барон Отгон Гротгус, Роберт Фальк. Сергей Николаевич Мясоедов также являлся председателем совета директоров с ежегодным окладом в 6000 рублей.
Общество располагалось в Либаве, и имело отделения в Одессе, Минске и Вильно, первые два возглавляли Давид Фрейдберг (младший из братьев) и Израиль Фрид соответственно.
4 февраля 1909 года на первом собрании акционеров и директоров в Петербурге, компания объявила, что взяла в аренду у датской компании «Det forenede Dampskibs-Selskab" (DFDS) два однотипных парохода: «Georgios I» и «Leopold II», и собирается скоро поставить их на линию.

### Линия Либава-Англия
АО «Русское Северо-Западное Пароходство» дважды в неделю отправляло свои пароходы из Либавы в Англию, где они заходили в порты Саутгемптон, Лондон и Гулл. К примеру, в марте 1912 года пароход «Саратов» совершил рейс с 400 эмигрантами на борту. Из Англии эмигранты могли отправляться дальше, за океан, пересаживаясь на трансокеанские лайнеры компании «Cunard Line».

## Флот
- Пароход «Саратов» (до 1911 г. — «Leopold II»[4]) −1618 брт., построен в 1888 году на верфи Burmeister & Wain, был приписан к Либаве под № 238. Капитанами парохода были А.Ремесс (старший) и А.Яновский
- Пароход «Одесса» (до 1911 г. — «Georgios I»[5]) −1598 брт., построен в том-же году и на той-же верфи, что и «Саратов».
- Пароход «Кasan»[6] — 1119 брт. построен в 1883 году также на верфи Burmeister & Wain.

Пароходы «Саратов» и «Одесса» выкуплены обществом в 1911 году у датской компании DFDS («Det Forenede Dampskibs-Selskab»), а пароход «Kasan» использовался на условия чартера от этой-же датской компании.

## Эмигрантский дом

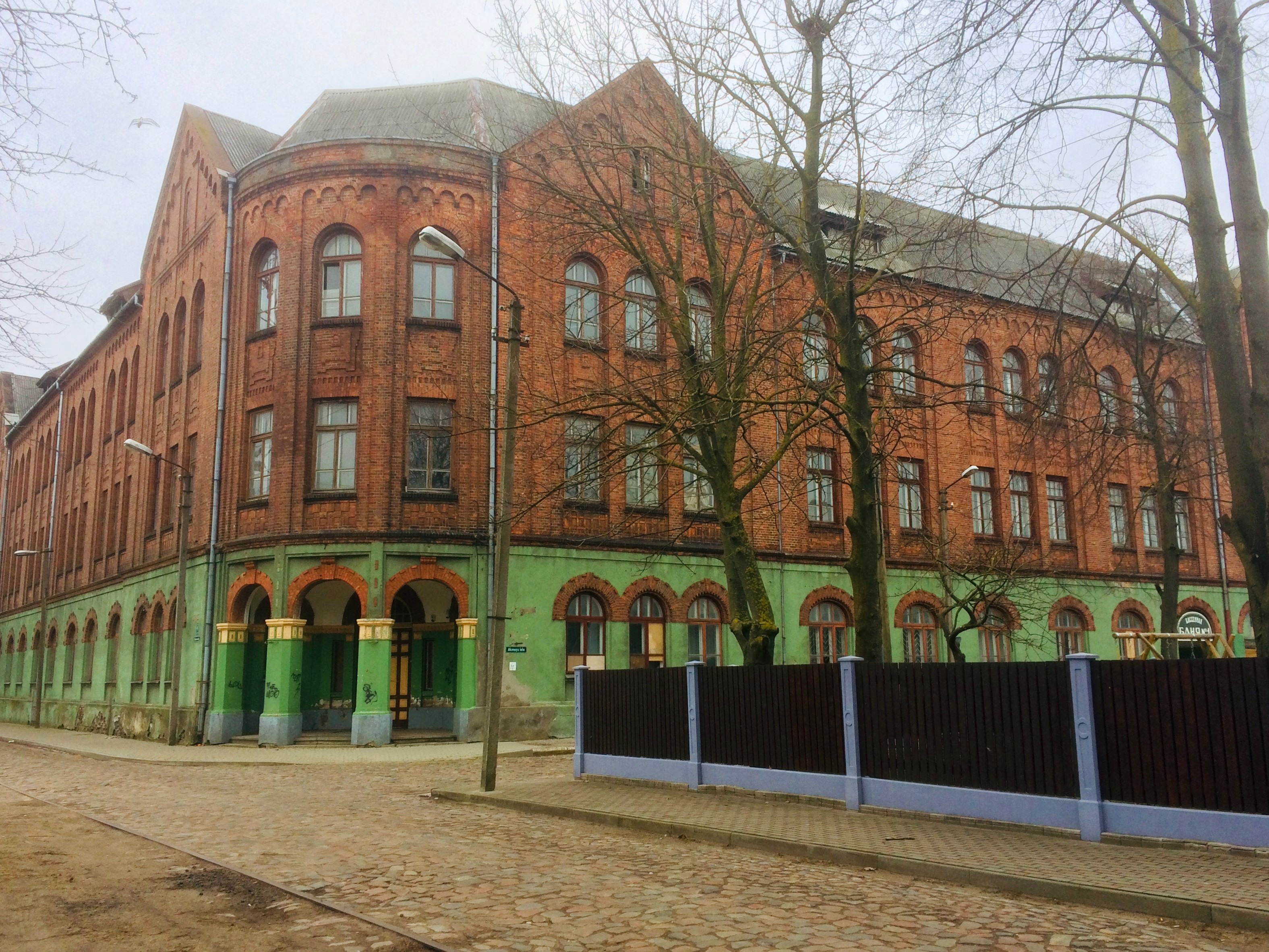
Дом в 2019 году

В 1913 году «Русское Северо-Западное Пароходство» построило в Либаве эмигрантский дом на ул. Басейна 9 для временного размещения эмигрантов ожидающих свои пароходы которые могли задерживаться из-за штормов, незапланированных заходов в попутные порты или технических проблем. В советское время в этом доме располагалось общежитие «Лиепайского Педагогического Института», а с конца 1990-х годов здание не используется.